# Marius Arion Nilsen
Marius Arion Nilsen (* 14. August 1984) ist ein norwegischer Politiker der rechten Fremskrittspartiet (FrP). Seit 2021 ist er Abgeordneter im Storting.

## Leben
Nilsen stammt aus der westnorwegischen Kommune Askøy und zog 2006 ins südnorwegische Grimstad. Im Jahr 2011 erhielt er einen Masterabschluss an der Universität Agder. Von 2011 bis 2014 arbeitete er als Immobilienmakler. Anschließend war er bis 2020 für Telenor Maritime tätig und danach als Verkaufschef. Er war zunächst Mitglied der konservativen Partei Høyre und ging später in die FrP über.
Im Vorfeld der Parlamentswahl 2021 erhielt er nach einer mit 15 zu 14 Stimmen gewonnenen Kampfabstimmung gegen die Abgeordnete Åshild Bruun-Gundersen den ersten Platz auf der FrP-Liste im Wahlkreis Aust-Agder. Seine Nominierung galt als überraschend, da er bis dahin keine bedeutenden Posten in der Partei innehatte und keine politische Erfahrung hatte. Nilsen zog bei der Wahl schließlich in das Nationalparlament Storting ein. Dort wurde er Mitglied im Energie- und Umweltausschuss.

## Positionen
Im Februar 2024 gab Nilsen bekannt, dass er Elon Musk im Januar 2024 für den Friedensnobelpreis nominiert habe. Er begründete seine Nominierung damit, dass Musk sich unter anderem mit dem Satellitennetzwerk Starlink für die Meinungsfreiheit einsetze.